# Sindrome de microdelecion 14q12
El síndrome de microdeleción 14q12, también conocido como síndrome FOXG1 o monosomía 14q12 es una condición médica que se caracteriza principalmente por un déficit intelectual grave.

## Signos y síntomas
Se caracteriza por un cuadro neurológico similar al del síndrome de Rett, retraso del crecimiento físico postnatal, microcefalia, hipotonía, movimientos de estereotipo, epilepsia, dificultades a la hora de la alimentación, sutura metópica prominente, pliegues epicánticos en ambos ojos, labio superior en carpa, orejas de gran tamaño, labio evertido, discapacidad del lenguaje, discinesia, y cuerpo calloso

## Causa
Al igual que la mayoría de los síndromes provocados por anormalidades cromosómicas, su nombre tiene la causa: una microdeleción en el brazo largo del cromosoma 14, específicamente 14q12, esta microdeleción, aunque es de carácter genético, no es generalmente heredada, sino más bien es el resultado de una mutación espontánea o de novo.

## Etimología
Esta condición tiene una incidencia de 1 en 1 millón de nacimientos vivos, y solo 2 casos han sido reportados globalmente.